# みなかみ菜緒
みなかみ 菜緒（みなかみ なお、1987年9月6日 - ）は日本の女性声優。モスト・ミュージック エンターテインメント所属。

## 来歴
株式会社ブロッコリーのマスコットキャラクターの一人であるプチ・キャラット（ぷちこ）の声優として沢城みゆきのあとを継ぐ二代目を選ぶためプロ・アマ1000名以上が応募した「ぷちこ声優オーディション」にて2008年1月27日に行われた最終選考の公開オーディションにおいて、二代目のプチ・キャラット役の声優に選ばれデビュー。
「ぷちこ声優オーディション」の最終選考同日、二代目のデ・ジ・キャラット役が明坂聡美であることが公表され、二代目のうさだヒカル役が矢澤りえかに決定した。
2010年8月16日に、モスト・ミュージック エンターテインメントの公式サイトにて「この度、みなかみ菜緒は体調不良の為、無期限で活動を休止させて頂くこととなりました。
ファンの皆様、関係者の方々にはご心配、ご迷惑をお掛けし深くお詫び申し上げます。」と休養宣言がされた。
2019年、デ・ジ・キャラット20周年記念新作ドラマCDへ久々に出演し、初代声優陣と共演した。

## 人物
- 尊敬する声優に沢城みゆきをあげている。
- 「ぷちこ声優オーディション」ファイナリスト全員に個人のブログ（ぷちこオーディションブログ）が与えられ、そこで自らのアピールを行う機会が与えられたが、そこにおいて、「中学時代から、デ・ジ・キャラットシリーズのファンであり、プチ・キャラットの誕生日には他のファイナリストらの先陣をきって誕生日を祝うコメントを残すなど終始ぷちこへの愛情を訴え続けた。
- オーディションを受けるのは「ぷちこ声優オーディション」が初めてであり、オーディションを受けるまでの葛藤を自身のブログ（ぷちこオーディションブログ）で触れている。「ぷちこ声優オーディション」以前に芸能活動はなくデビュー後「みなかみ菜緒」という芸名で活動することを発表した。
- 趣味は読書・絵を描くこと・美術鑑賞・音楽鑑賞・詩歌鑑賞・歌・ダンス・睡眠と多分野にわたるが、「特に一芸に秀でているわけでもない」と本人談。
- 特技は「すぐ道に迷う」、「たくさん眠れる」、「忘却力が高い」としている。
- 妹が2人いる。

## 出演
太字はメインキャラクター。

### Webアニメ
- デ・ジ・キャラット×にょコにょコ動画（プチ・キャラット）

### ラジオ
- でじこラジオ（音泉：2008年4月21日 - 2009年4月20日）
- 地球発デ・ジ・キャラットラジオ略して地デジラジオ（アニメイトTV：2009年7月14日 - 2010年5月7日）
- 亡き少女の為のパルランド（HiBiKi Radio Station：2010年3月18日 - 8月19日 ）

### CD

#### 音楽CD
デ・ジ・キャラットシリーズ（プチ・キャラット）

- でじこラジオ テーマソング 「君は僕のエナジー」（プチ・キャラット）
- キャラクターソングCD 「ゴキゲンぷっぷぷい♪」（プチ・キャラット）
- 「デ・ジ・キャラットミニカバーアルバム にょコにょコうたってみた」（プチ・キャラット）
- 地球発デ・ジ・キャラットラジオ略して地デジラジオ テーマソング「Special☆Time」（プチ・キャラット）

#### ドラマCD
- エミる☆みらくる Vol.1 - 3（セレン）
- Di Gi Charat 20th Anniversary DRAMA CD 『D.U.P.編』（2019年、2代目プチ・キャラット）[3]

### 舞台
- 「宍戸町フォーチュンきっす2009～復活のエリス～」（エリス）役